# Hieracium silenii
Hieracium silenii — вид рослин з родини айстрових (Asteraceae), поширений у Естонії, Фінляндії, Росії, можливо, Білорусі.

## Поширення
Поширений у Естонії, Фінляндії, Росії, можливо, Білорусі.